# Château d'eau de Libeň
Le château d'eau de Libeň, à Prague, a été construit en 1904 par František Schlaffer. Il faisait partie du système d'approvisionnement en eau alimenté par la source d'eau de Káraný et approvisionnait en eau potable le quartier de Libna. Il a cessé de remplir son rôle à la fin des années 1960. La tour, dans le style d'un phare hollandais, mesure 42 mètres de haut, sur un plan circulaire. Jusqu'à 178 m³ d'eau pouvaient être placés dans le réservoir de la tour. Il est protégé en tant que monument culturel de la République tchèque depuis 1991.

## Reconstruction
En 1988, la tour a été transférée à la municipalité pour être utilisée à d'autres fins, mais cela n'a pas eu lieu et la tour est tombée en ruine. En 2009, l'investisseur privé Martin Sluka voulait le reconstruire en trois ans, au prix de dizaines de millions de Couronnes tchèques, en un duplex de trois étages avec ascenseur. La reconstruction a commencé en 2008. Un centre technologique et de détente, des garages et des entrepôts sont construits sous terre dans le quartier de la tour. A proximité se trouve une rue nommée "Sous le château d'eau", de laquelle la tour n'est pas visible.

## Articles liés
- Station d'épuration de Podoli
- Château d'eau de Vinohrady
- Château d'eau de la Vieille Ville
- Château d'eau de Malà Strana